# Kuehneosaurus
Kuehneosaurus var ett släkte diapsider som levde under slutet av trias. Fossil av Kuehneosaurus har påträffats i England och Luxemburg. Den enda kända arten är Kuehneosaurus latus.
Kuehneosaurus blev omkring 65 centimeter lång. Den hade långa utstående revben som täcktes av hud och utgjorde en slags "vingar", vilka gjorde att den kunde glidflyga mellan träden.